# Halftracks américains de la Seconde Guerre mondiale

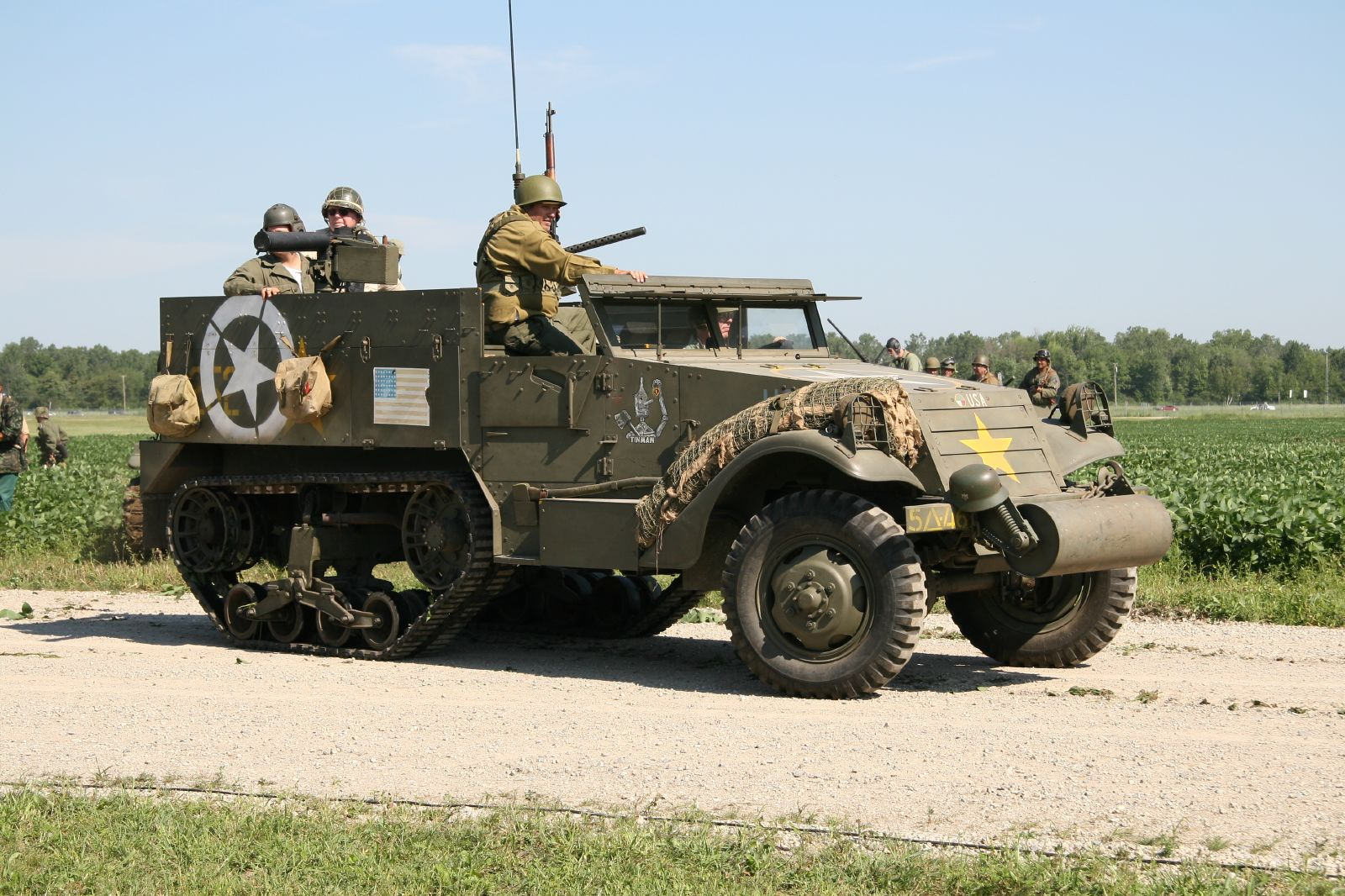
M3 Half Track

L’autochenille blindée - Half-track en anglais - est le premier véhicule de transport de troupes de l'US Army à être employé opérationnellement. Il est construit et utilisé intensivement durant la Seconde Guerre mondiale et continue sa carrière bien au-delà au Proche-Orient notamment où il est utilisé sous de nombreuses versions en Israël ou au Liban (ALS). Certaines versions sont d'ailleurs encore utilisées aujourd'hui comme le Tsefa. Sa version antiaérienne, le M 16, termine quant à lui sa carrière opérationnelle au milieu des années 1980. Au total, 70 variantes représentant 41 000 véhicules sortent des usines de Diamond T, White, Autocar et International Harvester. Le concept lui-même, largement utilisé par les Allemands par ailleurs, est abandonné à la fin de la Seconde Guerre mondiale au profit d'engins de reconnaissance, tracteurs ou transports de troupes entièrement chenillés ou à roues. Il n'a pas de suite à proprement parler bien que certains matériels soviétiques comme le BTR-152 aient un air de famille indéniable.

## Origines et développement
Le concept commence à être envisagé dès la fin de la Première Guerre mondiale par le Quartermaster Corps de l'US Army, essentiellement comme véhicule tracteur d'artillerie légère. Il fait développer un certain nombre de projets ou l'étudie à partir de matériel civil déjà existant. Les services techniques de l'United States Army  sont séduits par l'autochenille Citroen-Kégresse P17 à l'issue de la croisière noire qui a suscité l'enthousiasme dans le monde occidental. Il commande donc deux exemplaires 10 CV. Les essais ne sont pas convaincants. Le modèle P17 n'est pas directement adopté en raison de la faiblesse de sa motorisation mais l'idée reste fixée dans la tête de certains décideurs. 
La firme James Cunningham Son & Co achète la licence Kégresse et conçoit le Half Track Car T1 en 1932. Plusieurs étapes suivent ce développement avant d'arriver aux premiers modèles de série.
Après les modifications demandées, le T1E1 est produit par le Rock Island Arsenal et prend le nom de Half-Track Car M1. Suivent le T1E2 et le T1E3 qui servent de banc d'essai à un nouveau train de roulement chenillé. 10 exemplaires sont construits et livrés. Ils reçoivent la nomenclature M1 et ne sont réformés qu'en 1939.
Parallèlement, en 1933, la firme GMC développe à la demande de l'US Army, un camion de 2,5 tonnes semi-chenillé qui possède un train arrière Cunningham, dénommé Half-Track Truck T1. Le projet est un échec. De même, Ford construit un Half-Track Truck T2, qui restera sans suite, et Linn un Half-Track Truck T3 de grand gabarit capable de transporter un char, également sans suite. La firme GMC propose alors un T5 qui se rapproche du modèle désiré par l'US Army et qui est produit à vingt-quatre exemplaires.
En 1935, une version T5E1 est construite pour tracter l'obusier de 155 mm M1, suivie par une version T5E2. L'idée est de créer une artillerie capable de suivre les nouvelles divisions blindées. Le T5 valide le concept de chenille souple en caoutchouc armé qui sera désormais caractéristique des half-tracks.
Le Half-Track T6 est développé par Linn à partir du T3 mais sa lenteur fait qu'il n'aura pas de suite. Il est alors modifié sous l'appellation T8, sans résultat.
Le Half-Track T7 est construit comme tracteur d'artillerie moyen, sans suite non plus.
En 1936, le Half-Track T9 de Marmon-Herrington, conçu en tant que tracteur d'artillerie, effectue une véritable percée en matière d'engin semi-chenillé car il propose une boîte de transfert sur le train avant et un mouvement coordonné entre le train avant et le train arrière pour obtenir une cinétique totale. De plus, il reçoit un rouleau de franchissement à l'avant qui est caractéristique des premiers modèles de half-tracks. Il est construit en deux exemplaires sous le nom de Half-Track Truck M2. Deux variantes T9E1 et T9E2 sont essayées mais le T9 reste la base de recherches ultérieures notamment grâce à son train chenillé désormais bien rodé.
En 1938, l'armée recherche un véhicule qui permette d'intégrer les troupes de soutien dans les unités blindées. Un hybride appelé Scout-Car M3 puis Half-Track Personnel Carrier T7 fait d'un scout-car M2A1 à l'avant et de l'ensemble chenillé du T9 à l'arrière est présenté par la firme White.
Fin 1939, le temps presse et l'US Army émet alors un cahier des charges auquel la firme White répond par une évolution du T7, le T14, qu'elle présente fin mai 1940 à l'Aberdeen Proving Ground. Le 28 septembre 1940, les essais sont terminés et le rapport est rendu. Après avoir corrigé certains détails, la firme White doit proposer trois modèles de half-tracks, un modèle qui doit servir à la fois de tracteur d'artillerie pour l'obusier de 105 mm M2 et de véhicule de reconnaissance avec 10 hommes à son bord (Half-Track Car M2), un modèle qui doit servir de transport de troupes avec 13 hommes (Half-Track Personnel Carrier T3 puis M3) et un modèle d'appui avec un mortier de 81 mm et son équipe de pièce (Half-Track Mortar M4). Trois entreprises se partagent la production, Autocar Company, Diamond-T Motor Car Company et White Motor Company. Un Half-Track Engineering Committee est créé en association avec le Quartermaster de l'US Army pour assurer la coordination de la production, la standardisation et l'interopérabilité des pièces.

## Modèles

### Versions transport de troupes

#### M2 Half Track Car
Le M2 est initialement conçu pour être utilisé comme un tracteur d'artillerie, mais il sert aussi dans des unités de reconnaissance.

#### M3 Half Track

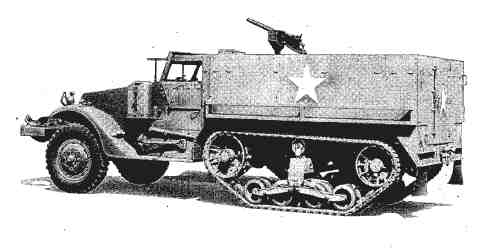
Half-track M3

Conçu par le constructeur Diamond T comme le Half-track M2, il pouvait transporter jusqu'à dix combattants. Mis en œuvre par un équipage de trois hommes[réf. souhaitée], il disposait d'un moteur à essence, d'une boîte de vitesses à quatre rapports et d'un treuil avant de 4,5 t. L'épaisseur de son blindage variait entre 6,3 et 12,7 mm. La version M3A1 dispose d'une mitrailleuse lourde placée à l'avant du véhicule.

#### M5 et M9 Half Track
Le M5 et le M9 sont des modèles de half-tracks spécifiques développés par International Harvester pour faire face à la demande de ce type de véhicule. Bien que similaires à l'extérieur de nombreux aspects techniques en font un véhicule tout à fait différent. 

### Versions armées

#### Véhicules antiaériens

##### M15 Combination Gun Motor Carriage
La recherche d'un canon antiaérien mobile pour la protection des troupes mécanisées et des colonnes de ravitaillement lança le développement de plusieurs projets, l'un débouchant sur la création du M16 MGMC et l'autre sur le M15. Pour ce dernier il s'agissait alors d'associer au châssis du M2 Half Track le canon anti-aérien M1A2 de 37 mm (en). Mais à l'automne 1942, l'U.S. Navy, alors chargée de l'étude sur l'artillerie antiaérienne, abandonne le projet car elle était plus séduite par l'utilisation de mitrailleuses. Néanmoins, quelques mois avant la débarquement en Afrique du Nord, elle relance l'étude de ce projet pour ses propres intérêts.
Le T30 HMC quant à lui est né de l'association de la caisse d'un M3 Half-track et d'un obusier M1A1 de 75 mm. C'est à la fin de l'année 1941 que l'Ordnance Department commanda le développement d'un obusier automoteur sur le modèle allemand. Cela ne devait alors être qu'une solution temporaire en attendant l'arrivée de véhicules sur châssis de blindé.

##### M13 et M16 Multiple Gun Motor Carriage
Pour le M16, voir sur M45 Quadmount, ainsi que Wikipedia en anglais M16 Multiple Gun Motor Carriage

#### Le M3 Gun Motor Carriage[2]
Le M3 Gun Motor Carriage, GMC est un half-track M3 sur lequel est monté un canon de 75 mm Mle 1897 français. Le prototype est construit par la société Autocar. il est baptisé T12. Le 30 octobre 1941, il est adopté par l'US Army sous le nom de 75 mm, motor carriage, M3. Un premier lot de 30 véhicules est livré à l'US Army puis une deuxième série de 50 véhicules avant l'entrée en guerre des Etats-Unis. En 1942, 1360 unités sont produites et 766 en 1943 soit un total de 2 202 engins. Il est équipé d'un canon de 75 mm M1897 A2 ou A4 version modifiée du 75 mm Mle 1897 français produit sous licence par les Etats-Unis. Certain recevront même des tubes produits en France.
Une version modifiée, le M3A1 est construite avec un nouvel affut pour la pièce qui limite la hausse en dépression.
Un matériel équivalent construit autour du canon de 75 mm du char Sherman sous le nom de T73. Le développement du M10 et du M36 le rend sans intérêt. il n'entre pas en production.
Le M3 est déployé contre le Japon aux Philippines et contre l'Axe en Afrique du Nord. Mal protégé, pas assez mobile, il est encore employé lors du débarquement en Sicile dans les unités antichar de l'infanterie mais il est vite retiré. Il est classé "standard limité" en mars 1944 et "obsolete" en septembre.

##### T19 et T30 Half Track Howitzer Motor Carriage
Le T19 HMC est un obusier M2A1 de 105 mm monté sur un châssis de M3 Half-track. Il a vu le jour pendant la Seconde Guerre mondiale dans les rangs de l'United States Army et est produit en 324 exemplaires par Diamond T entre janvier 1942 et avril 1942. Il sert principalement durant la campagne d'Afrique du Nord, lors de l'Opération Husky et au cours de la campagne d'Italie, et plus tard lors du débarquement de Provence en 1944.

## Utilisation

### Utilisation militaire pendant la Seconde Guerre mondiale
Une section d'infanterie mécanisée standard de l'US Army dispose organiquement de cinq half-tracks :
- 1 half-track de commandement.
- 1 Half-track transportant une équipe mortier de 60 mm.
- 2 half-tracks transportant chacun un groupe de combat.
- 1 half-track transport de mitrailleuses débarquée pour l'appui .

Une section du régiment de marche du Tchad de la 2e division blindée française dispose de :
- 1 half-track commandement CDS.
- 1 half-track transportant une équipe mortier de 60 mm.
- 2 half-tracks transportant chacun à groupe de combat.
- 1 half-track tractant 1 canon antichar de 57 mm.

### Utilisation militaire après la Seconde Guerre mondiale

#### France

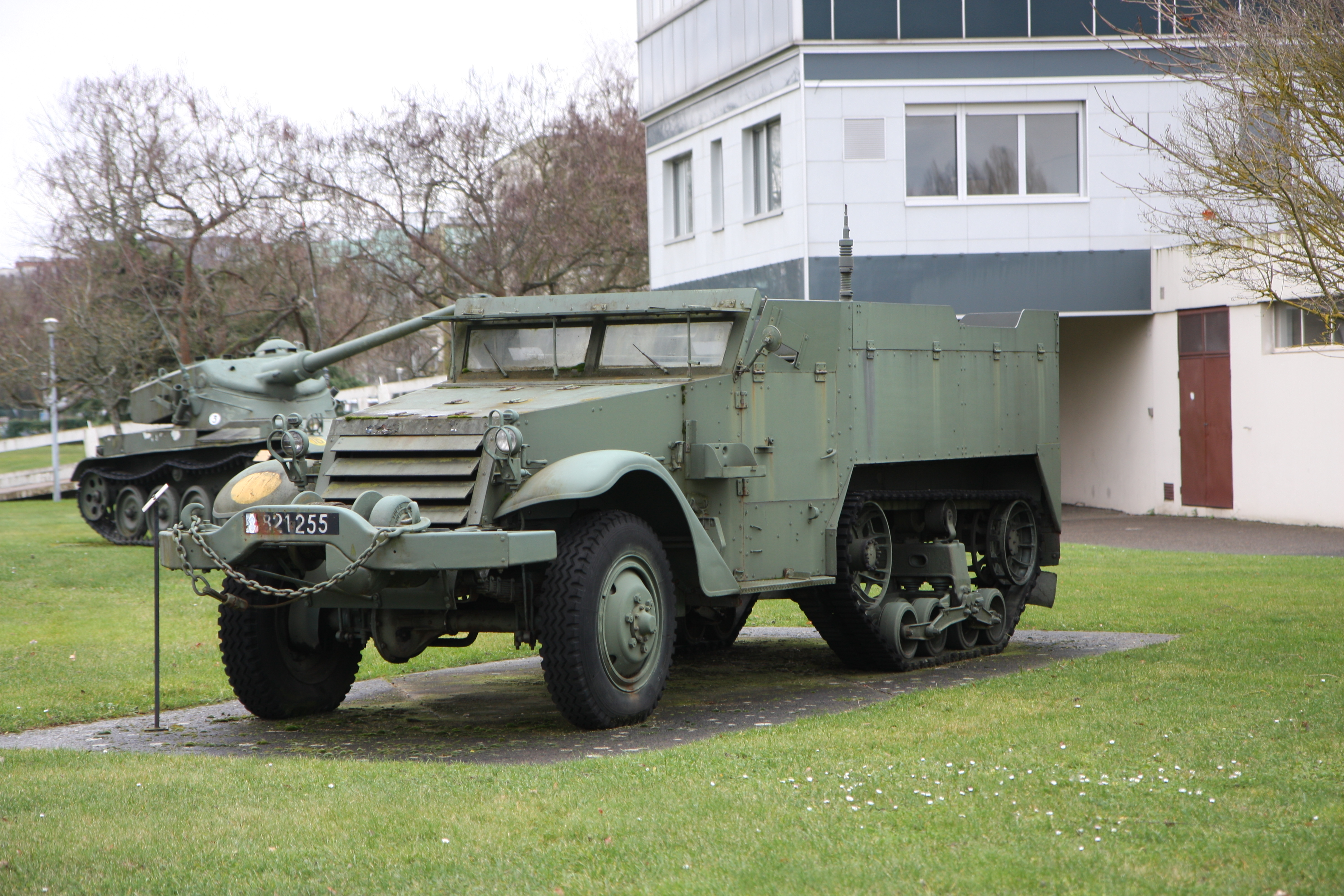
Half-track de la gendarmerie mobile française à Satory

Servi durant la guerre d'Indochine et la guerre d'Algérie dans toutes les versions au sein de l'armée de terre et de la gendarmerie. La gendarmerie mobile utilisera le half-track jusqu'au milieu des années 1970 avant de le remplacer par le VBRG. 
Les M16 et M5 avec affûts quadruples Maxon de 12,7 mm sont employés par l'artillerie française jusqu'au début des années 1980 comme engins de lutte antiaérienne rapprochée. Ils sont notamment utilisés pour la protection des postes de commandement de corps d'armée et pour la protection des convois nucléaires transportant des missiles Pluton à raison de deux par section de transport nucléaire. Ils sont remplacés par des canons Bofors de 40 mm ou des canons de 20 mm antiaériens.
Une histoire humoristique qui circulait dans l'artillerie au début des années 1980 raconte qu'un jour, alors qu'un régiment d'artillerie des FFSA était en échange avec une unité US, un officier américain se serait exclamé à la vue des M16 : "C'est vraiment sympa d'avoir amené vos cibles !"[réf. nécessaire][pertinence contestée]

#### Belgique
A servi dans la gendarmerie belge (peinture bleu foncé).

#### Israël

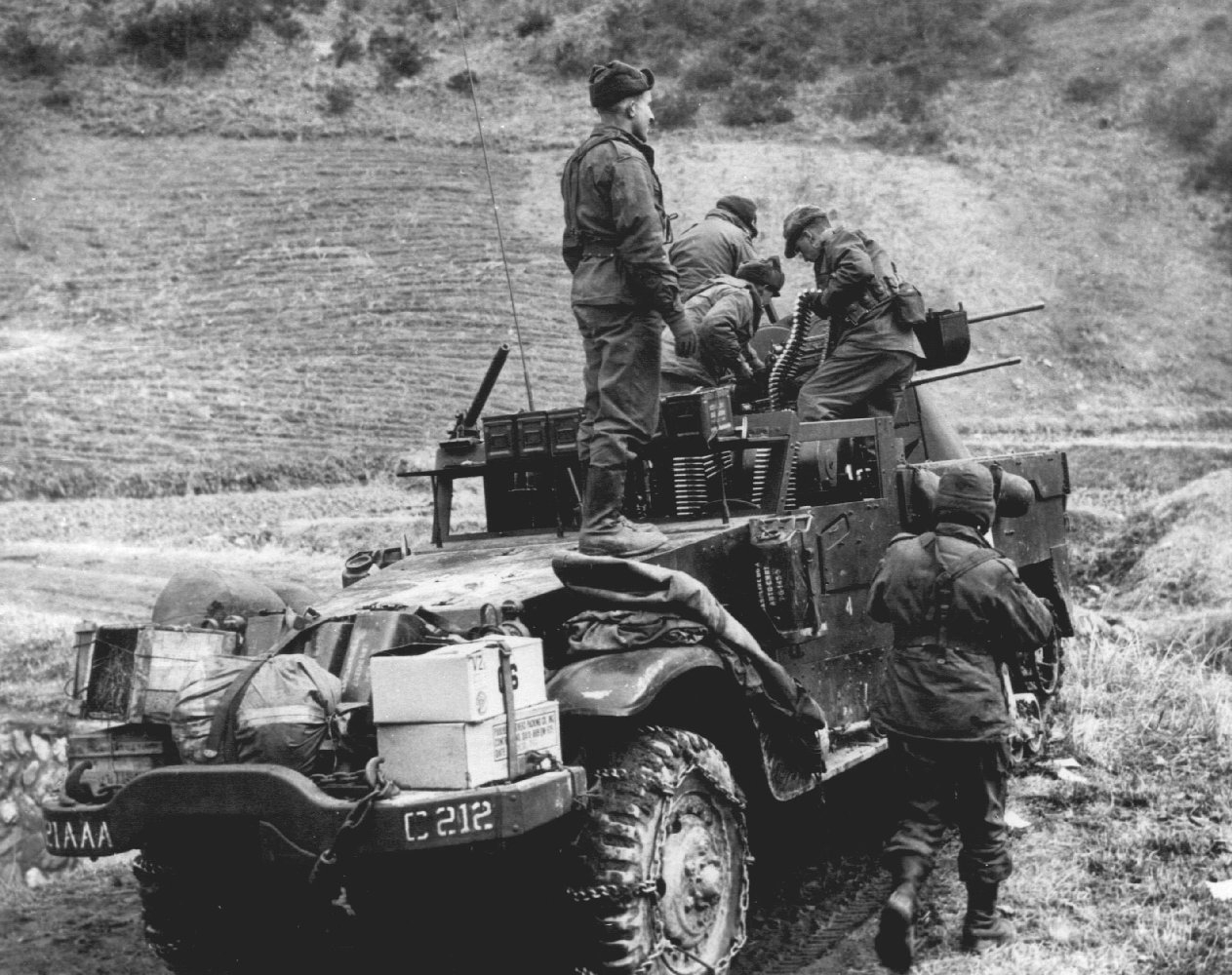
Half-track M17 lors de la guerre de Corée

### Vidéo
- ASSOCIATION DE SAUVEGARDE DU PATRIMOINE HISTORIQUE MILITAIRE - Half-Track M3 -
- ASSOCIATION DE SAUVEGARDE DU PATRIMOINE HISTORIQUE MILITAIRE - Half-Track M16 -